# Genografie
Genografie is de jonge tak van wetenschap die onderzoek doet naar de afstammingsgeschiedenis van de mens. Genografie maakt hierbij gebruik van het DNA van mensen, anders dan taalrelaties en archeologische vondsten zoals in andere wetenschappelijke takken.

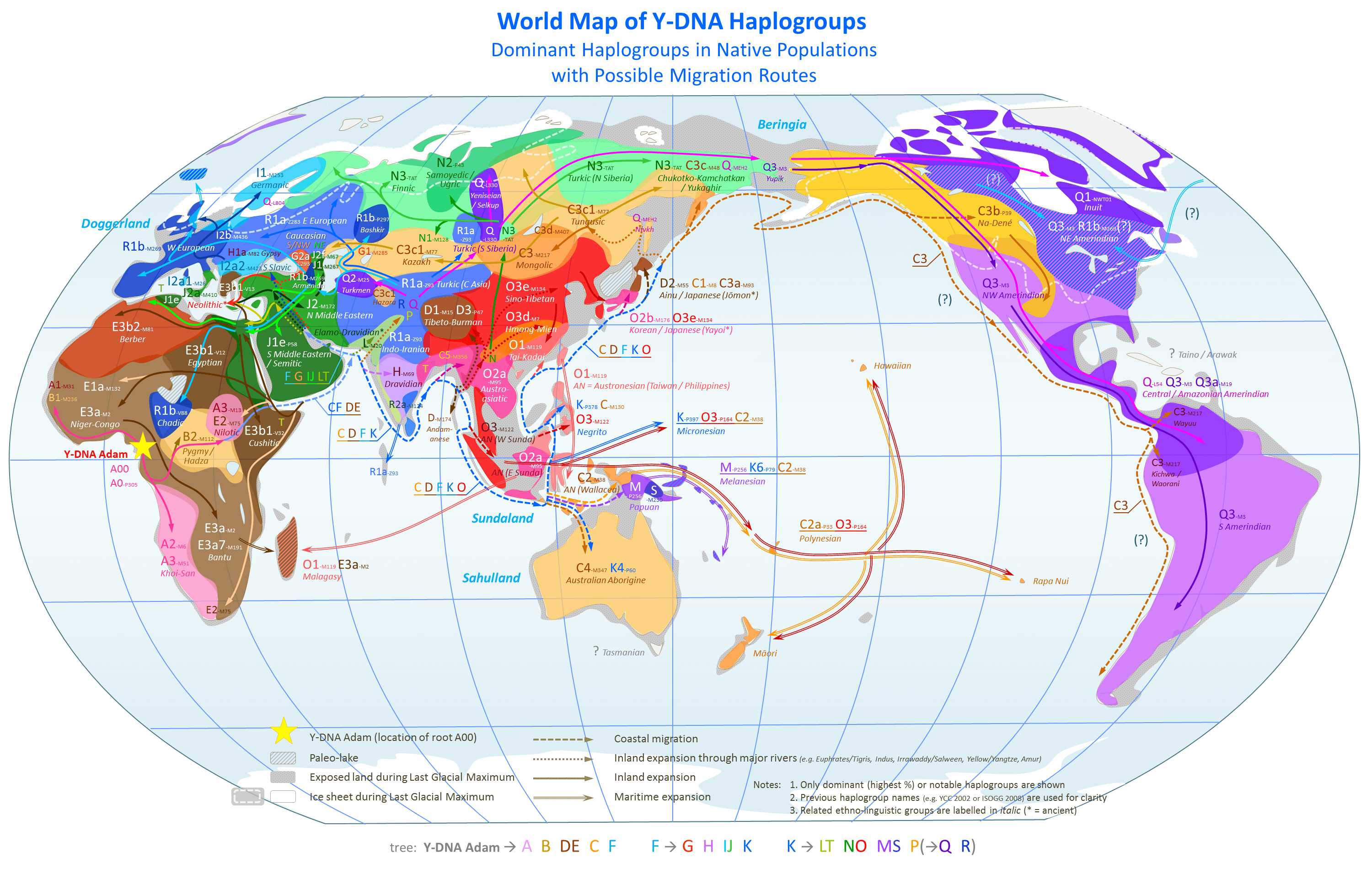

Door gebruik te maken van kleine verschillen tussen het DNA van verschillende individuen, is het in principe mogelijk een volledige stamboom op te stellen van de mensheid. In de praktijk wordt er gebruikgemaakt van twee soorten DNA, die het mogelijk maken een globale genealogie van de mensheid op te stellen op een tijdschaal van tienduizenden jaren:
- Voor de mannelijke lijn is dat het Y-chromosoom, dat de vader doorgeeft aan zijn zonen maar niet aan zijn dochters (en uiteindelijk dus terug te leiden valt tot de 'Y-chromosomale Adam').
- Voor de vrouwelijke lijn is dat het mitochondriaal DNA dat de moeder via de eicel doorgeeft aan haar kinderen, maar dat haar zonen niet verder doorgeven en dus informatie bevat over de afstammingslijn van moeder op dochter op kleindochter (en uiteindelijk dus terug te leiden valt tot de 'Mitochondriale Eva').

Door de geringe mutatiesnelheid van de betrokken types DNA kan deze informatie, in combinatie met de geografische spreiding van bepaalde mutaties, goed gebruikt worden om (pre-)historische migratiepatronen te achterhalen.
De resultaten van dit type DNA-onderzoek worden op individueel niveau meestal weergegeven door personen in te delen in zogenaamde haplogroepen, die een zekere combinatie van mutaties combineren met een zekere regionale spreiding. De oerhaplogroep voor mannen is het Y-chromosoom A (haplogroep A). Mensen die deel uitmaken van deze haplogroepen zijn de San en Hadza, dit zijn vaak culturen waar de taal klikken bevat. De oerhaplogroep voor vrouwen is uitgestorven (L0), maar de zeer nauw daaraan gerelateerde haplogroep L1 is ook nog aanwezig bij de San en Hadza. De dominante haplogroepen in Noordwest-Europa zijn H voor vrouwen (ca. 50%) en R1b en I voor mannen (respectievelijk ca. 50% en 25%).
Op wereldschaal is er een sterke overeenkomst tussen haplogroepen en taalgebieden, haplogroepen en architectuur, haplogroepen en overlevingstechnieken etc. Op kleinere schaal is de overeenkomst vaak minder duidelijk: zo vormen bijvoorbeeld de Basken qua mitochondriaal DNA geen duidelijk aparte groep ten opzichte van de andere Europeanen in de omgeving. Het ligt voor de hand te veronderstellen dat de culturele verschillen hier van een relatief recente datum zijn, en niet gerelateerd aan prehistorische migratiepatronen.
Hoewel genografie nog sterk in ontwikkeling is, belooft deze wetenschap een waardevolle aanvulling te geven op traditionele studie van de culturele verspreiding zoals die bijvoorbeeld wordt bestudeerd door de archeologie.
Huidige ontdekkingen door deze tak is bijvoorbeeld dat er in de prehistorie grote groepen mensen naar Amerika zijn getrokken. Vroeger dacht men dat dit slechts een klein groepje was, tegenwoordig weten we dat dit veel meer groepen zijn geweest. Veelal haplogroepen vanuit Aziatische streken die aan de Beringstraat grenzen maar ook een haplogroep die doet denken aan een prehistorisch zeevaardersvolk door zijn pontificale aanwezigheid op eilanden in de Stille Oceaan, de Aziatische kustlijnen en dus ook heel Amerika.
Men kan zelf ook meedoen aan een project waar men zich kan laten testen op zijn of haar haplogroep en te weten kan komen waar zijn of haar voorouders dus vandaan zijn gekomen. Dit moet ons ook tot nieuwe ontdekkingen brengen. Inheemse stammen die weinig tot niet onderhevig zijn geweest aan genetische verandering in de laatste eeuwen worden ook getest.